# Principato di Orange
Il Principato d'Orange era uno stato feudale centrato attorno alla città omonima, nell'attuale Francia meridionale. Venne costituito nel 1163 dall'Imperatore Federico I quando conferì l'immediatezza imperiale alla Contea d'Orange all'interno del Sacro Romano Impero. Il Principato divenne parte del patrimonio della Casa d'Orange-Nassau quando Guglielmo I "il Taciturno" ereditò il titolo di Principe d'Orange nel 1544, sin quando non venne ceduto al Regno di Francia nel 1713 con il Trattato di Utrecht. 

## Storia
L'insediamento celtico di Arausio (il locale dio celtico dell'acqua), era presente su questo sito già in epoche anteriori alla nascita di Cristo; una grande battaglia, generalmente conosciuta con il nome di Battaglia di Arausio, venne qui combattuta nel 105 a.C. tra l'esercito romano e le armate dei Cimbri e dei Teutoni, nell'ambito delle guerre cimbriche.
Ad Arausio, nel 35 a.C., si insediarono veterani dell'esercito romano, dopo la vittoria di Ottaviano, il futuro Augusto, contro il rivale Marco Emilio Lepido: lo conferma il nome della colonia romana, Colonia Julia Firma Secundanorum, cioè Colonia degli uomini della Seconda, fedelissimi alla gens Giulia. Il nome fa quindi pensare ad un legame con i veterani di una Legio II: in base a un'iscrizione trovata nel 1953, la denominazione andrebbe completata in Legio II Gallica, un epiteto che suggerisce, prima dell'insediamento, un probabile impiego anche in Gallia.
Arausio copriva un'area di circa 690 000 m² ed era adornata, secondo le fonti d'epoca, da numerosi monumenti - come un teatro e un arco di trionfo, oltre a un monumentale complesso di templi.
Essa fu poi capitale dell'area a nord della Provenza.
La città fu prospera sin quando non venne saccheggiata dai Visigoti nel 412. Esso divenne in seguito un vescovato nel IV secolo, e il forte celtico sulla collina della città prese il nome da Sant'Eutropio, primo vescovo di Saintes. Cristiano d'Orange convocò due sinodi, nel 441 e nel 529 (quest'ultimo per combattere l'eresia del pelagianesimo). I conti sovrani carolingi di Orange ebbero origine nell'VIII secolo e confluirono poi nella famiglia dei Signori di Baux.

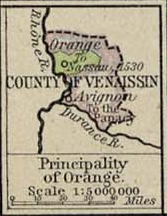
Lo Stato di Orange nel 1547, con il Contado Venassino (possedimento pontificio sino al 1791)

Con i Conti di Baux l'Orange divenne completamente indipendente dal Regno di Arles, dopo il 1033. Dal XII secolo, Orange venne elevata a principato minore, come feudo del Sacro Romano Impero.
Nel 1431 il Principato di Orange riguadagnò la propria indipendenza, quando i conti di Provenza concessero il Principato di Orange a Maria di Baux e a Giovanni di Châlons di Borgogna in cambio di denaro liquido. Esso continuò ad esistere come stato indipendente sino al 1703, compreso nei confini del Contado Venassino papale che a sua volta era totalmente circondato dal Regno di Francia, .
Nel 1544, Guglielmo I "il Taciturno", Conte di Nassau (in Germania), ereditò il titolo di principe di Orange. Guglielmo, che all'epoca aveva appena 11 anni, era cugino di Renato di Nassau che morì senza eredi, caduto in battaglia a San Dizier nel 1544 durante le guerre franco-imperiali. Renato lasciò la sua intera fortuna al giovane parente, tra i cui domini vi era anche quello del Principato d'Orange. La madre di Renato, Claudia, aveva chiesto invece che il titolo, prima che a Guglielmo, spettasse a Filiberto di Chalon, il di lei fratello.
Quando Guglielmo ereditò il principato, esso venne compreso nei possedimenti della Casa d'Orange. Questo lo pose tra le schiere degli stati protestanti durante le guerre di religione in Francia e per questo venne seriamente danneggiato dagli eventi bellici. Nel 1568 la Guerra degli ottant'anni portò Guglielmo ad essere eletto statolder d'Olanda, guidando la regione alla rivolta. Guglielmo venne però assassinato a Delft nel 1584. Fu suo figlio, Maurizio di Nassau (Principe di Orange alla morte del fratello maggiore nel 1618), che aiutò Johan van Oldenbarnevelt, a solidificare l'indipendenza della Repubblica delle Sette Province Unite, quella che in seguito divennero i Paesi Bassi, che continuarono ad essere governati dalla Casa d'Orange-Nassau.
Come enclave indipendente nella Francia, l'Orange divenne un luogo di protezione per protestanti ed ugonotti. Guglielmo III d'Orange, che salì al trono d'Inghilterra con il nome di Guglielmo III d'Inghilterra, fu l'ultimo Principe d'Orange a reggere direttamente il principato. Dal momento che Guglielmo III morì senza eredi nel 1702 il principato divenne materia di disputa tra Federico I di Prussia e Giovanni Guglielmo Friso di Nassau-Dietz, entrambi pretendenti al titolo di Principe d'Orange. Il principato venne conquistato dalle forze di Luigi XIV nel 1672 nel corso della Guerra Franco-Olandese, e nuovamente nell'agosto del 1682. Il territorio venne infine ceduto alla Francia da Federico I di Prussia nel 1713 per via del Trattato di Utrecht che pose fine alle guerre di Luigi XIV.
Federico I, ad ogni modo, non rinunciò al proprio titolo.
Formalmente Giovanni Guglielmo Friso di Nassau-Dietz, l'altro pretendente del principato, non cedette il territorio nel 1713. Solo nel 1732, con il Trattato di Parità, il suo successore Guglielmo IV rinunciò ogni sua pretesa sul territorio, ma non al suo titolo (come aveva fatto Federico I). Nello stesso trattato venne realizzata una clausola tra i due pretendenti, consentendo ad entrambe le casate di usufruire del titolo.
A seguito della Rivoluzione francese del 1789, Orange venne compreso nei département di Drôme, poi Bouches-du-Rhône, e infine Vaucluse.
Nel 1815, il Congresso di Vienna, ispirato da una linea anti-francese, stabilì infine che la Casa d'Orange-Nassau avrebbe regnato sulla sola Olanda.
Attualmente, sia il Principe Giorgio Federico di Prussia che il Re dei Paesi Bassi Guglielmo Alessandro hanno diritto di portare il titolo di "Principe di Orange".

## Principi di Orange (1171-oggi)

### Come stato sovrano d'Orange (1171-1702)
Sino al 1340, era eredità consueta per tutti i figli del Principe di Orange ereditare questo titolo.

#### Casa di Baux
- Bertrand I (1171-1181)

#### Casa di Baux-Orange
- Guglielmo I (1182-1218)
- Raimondo I (1218-1282)
- Bertrando IV (1281-1314)
- Raimondo II (1314-1340)
- Raimondo III (1340-1393)

#### Casa di Chalon-Arlay (anche Casa d'Ivrea o dinastia Anscaride)
- Maria (1393-1417), con il marito Giovanni I (1393-1418)
- Luigi I (1418-1463)
- Guglielmo II (1463-1475)
- Giovanni II (1475-1502)
- Filiberto (1502 - 1530)

#### Casa di Nassau
- Renato (1530-1544), nipote di Filiberto

#### Casa d'Orange-Nassau (prima creazione)
- Guglielmo I "il Taciturno" (1544-1584), cugino di Renato di Châlon, anche Signore di Breda e Conte di Dillenburg, Statolder d'Olanda, Zelanda etc.
- Filippo Guglielmo (1584-1618)
- Maurizio, Statolder d'Olanda, (1618-1625)
- Federico Enrico, Statolder d'Olanda, (1625-1647)
- Guglielmo II (1647-1650), statolder
- Guglielmo III (1650-1702), Statolder d'Olanda e, dal 1688, Re d'Inghilterra e Scozia

### Come titolo personale

#### Casa di Orange-Nassau (seconda creazione)

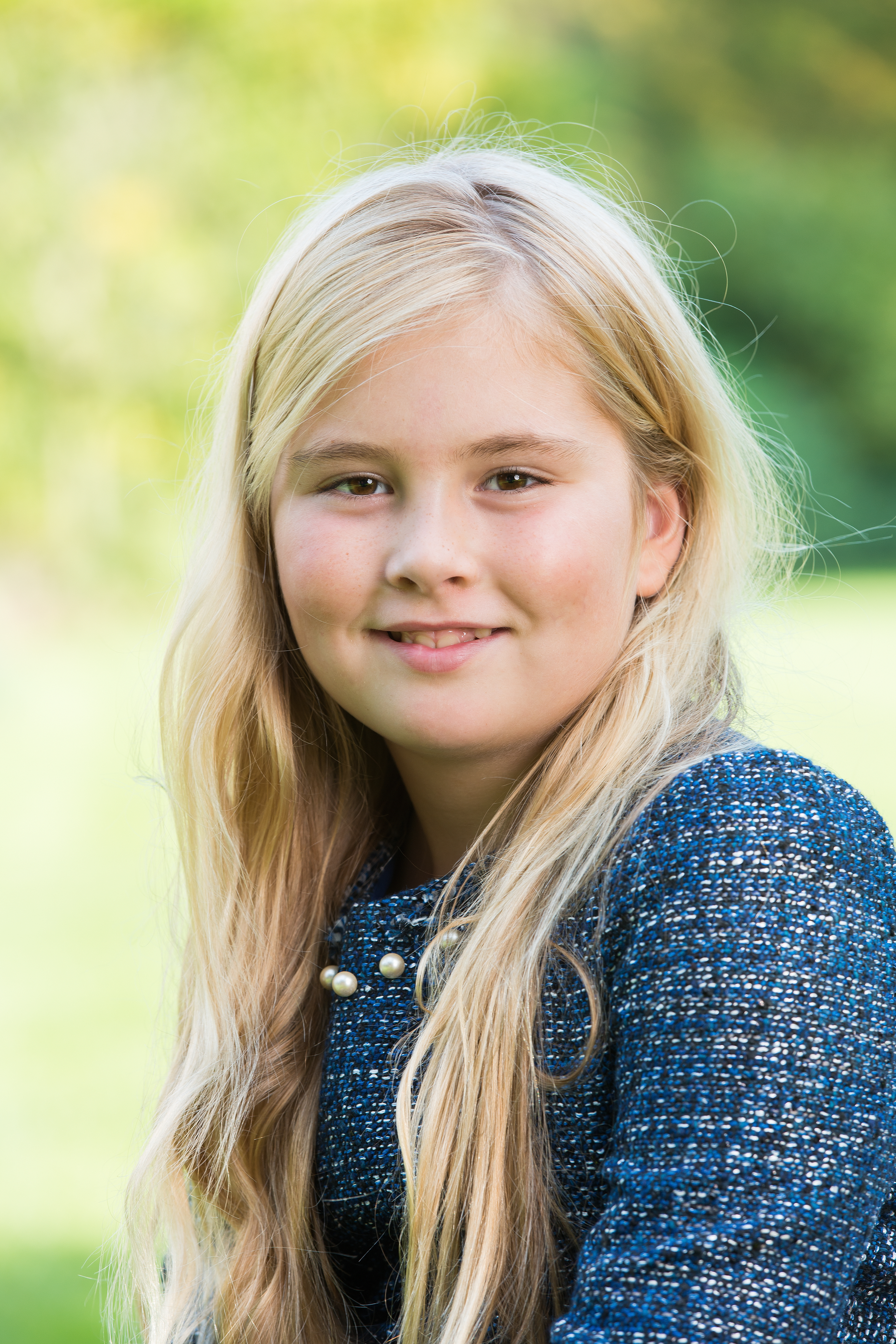
Caterina Amalia, principessa d'Orange e principessa della Corona d'Olanda

- Giovanni Guglielmo Friso (1702-1711), discendente in linea maschile dal fratello di Guglielmo "il Taciturno", e per linea materna da Guglielmo "il Taciturno" stesso, Statolder di Frisia
- Guglielmo IV (1711-1751), Statolder 1747-51
- Guglielmo V (1751-1806), Statolder 1751-95
- Guglielmo I (1806-1815), investito per primo del titolo di Re dei Paesi Bassi nel 1815.
- Guglielmo II (1815-1840)
- Guglielmo III (1840-1849)
- Guglielmo di Orange-Nassau (1849-1879)
- Alessandro di Orange-Nassau (1879-1884)
- Guglielmo Alessandro (n. 1967), ora Re dei Paesi Bassi
- Caterina Amalia (n. 2003), Principessa ereditaria dei Paesi Bassi

#### Casa di Hohenzollern
- Federico I di Prussia (1702-1713), discendente in linea femminile da Guglielmo "il Taciturno", che cedette il Principato d'Orange alla Francia nel 1713. Il titolo spetta onorifico a tutti i suoi discendenti.

#### Casa di Mailly
- Luigi di Mailly, nominato dal Re di Francia. Pretendenti anche tutti i suoi discendenti.

#### Casa di Borbone-Conti
- Luigi Armando di Borbone-Conti, nominato dal Re di Francia. Pretendenti anche tutti i suoi discendenti.

## I Principi d'Orange e la Casa di Orange-Nassau

### Scenario storico tra XVI e XVII secolo
Guglielmo "il Taciturno" fu il primo Statolder della Repubblica delle Sette Province Unite e il più importante rappresentante della Casata d'Orange nei Paesi Bassi. Egli era Conte di una piccola contea tedesca, parte del Ducato di Nassau ed erede di numerosi feudi in Olanda, lasciatigli in eredità dal padre. Guglielmo ottenne molte altre terre nei Paesi Bassi (la Signoria di Breda e molte altre dipendenze) come eredità dal cugino Renato, Principe di Orange, quando Guglielmo aveva appena 11 anni. All'assassinio di Guglielmo nel 1584, il titolo passò a suo figlio Filippo Guglielmo (che era stato ostaggio in Spagna sino al 1596), e dopo la sua morte, nel 1618, passò al secondo figlio Maurizio, ed infine al figlio più giovane, Federico Enrico.
Il titolo di Principe d'Orange venne così unito a quello di Statolder d'Olanda.
Guglielmo III (Willem III) divenne anche Re d'Inghilterra, Scozia ed Irlanda, e la sua elezione viene annualmente commemorata dall'Ordine protestante d'Orange.

## Pretendenti al trono di Orange
Il trono di Orange include anche moltissimi altri pretendenti, tra cui:
- I "del Balzo", discendenti diretti dei Sovrani di Baux, primi Principi d'Orange
- Il Delfino di Francia, nel Regno di Francia
- Il Principe di Galles, nel Regno Unito di Gran Bretagna ed Irlanda del Nord
- Il Duca di Brabante, nel Regno del Belgio
- Il Principe delle Asturie, nel Regno di Spagna
- Il Diadoco o Duca di Sparta, nel Regno di Grecia
- Il Rex iunior, nel Regno d'Ungheria
- Il Re dei Romani (Rex Romanorum), nel Sacro Romano Impero (l'Imperatore e quindi i discendenti degli Asburgo)
- Lo "Zarevic", nell'Impero russo
- Il "Principe di Piemonte", nel Regno d'Italia (della casa di Savoia)
- Il Principe di Beira, nel Regno del Portogallo
- Il Principe di Turnovo, nel Regno di Bulgaria
- Il Duca di Calabria, nel Regno delle Due Sicilie
- Il Duca di Rothesay, nel Regno di Scozia
- Il Duca di Cornovaglia, nel Regno d'Inghilterra